# Спрингтаун (Тексас)
Спрингтаун (енгл. Spring) град је у америчкој савезној држави Тексас. По попису становништва из 2010. у њему је живело 2.658 становника.

## Демографија
Према попису становништва из 2010. у граду је живело 2.658 становника, што је 596 (28,9%) становника више него 2000. године.
| Група             | 2000.         | 2010.         |
| Белци             | 1.947 (94,4%) | 2.327 (87,5%) |
| Афроамериканци    | 10 (0,5%)     | 22 (0,8%)     |
| Азијати           | 4 (0,2%)      | 9 (0,3%)      |
| Хиспаноамериканци | 70 (3,4%)     | 242 (9,1%)    |
| Укупно            | 2.062         | 2.658         |